# Liste des communes de Campanie
La région Campanie compte 551 communes, réparties entre ses cinq provinces  :

## Liste des communes deCampanie, parprovince
- Communes de la province d'Avellino
- Communes de la province de Bénévent
- Communes de la province de Caserte
- Communes de la ville métropolitaine de Naples
- Communes de la province de Salerne